# Национальный парк Мигуаша
Национальный парк Мигуаша (англ. Miguasha National Park) — расположен на южном побережье полуострова Гаспе, на территории провинции Квебек, Канада. Сам полуостров отделён от всей провинции рекой Святого Лаврентия, которая образует естественную северную границу региона. Дата основания парка — 6 февраля 1985 года. С 1999 года заповедная территория входит в список объектов всемирного наследия ЮНЕСКО.
Сегодня на территории парка произрастают берёза, осина и хвойные деревья. Однако, около 380 млн лет назад здесь на северном побережье преобладала тропическая растительность и фауна. Многочисленные ископаемые находки того периода сделали национальный парк Мигуаша достаточно ярким палеонтологическим свидетельством девонского периода. Первые ископаемые остатки животных были обнаружены в 1842 году, после чего несколько тысяч образцов было отправлено в университеты и музеи по всему миру, включая Британский музей в Лондоне. В 1892 году палеонтологом Эдвардом Дринкером Коупом были найдены окаменелые останки кистепёрой рыбы, которая стала одной из самых изученных исчезнувших рыб на планете и оказалась связующим звеном между рыбами и наземными позвоночными. Находка получила название «Принц Мигуаша».
В парке предлагаются различные туры по парку и экскурсии. Также в музее организован тур для посетителей всех возрастов в области палеонтологии. Каждый год тур обновляется, чтобы не отставать от текущих исследований фауны и флоры в национальном парке Мигуаша. Ежегодно заповедную зону посещает до 40 тыс. туристов.